# Anarchy Online

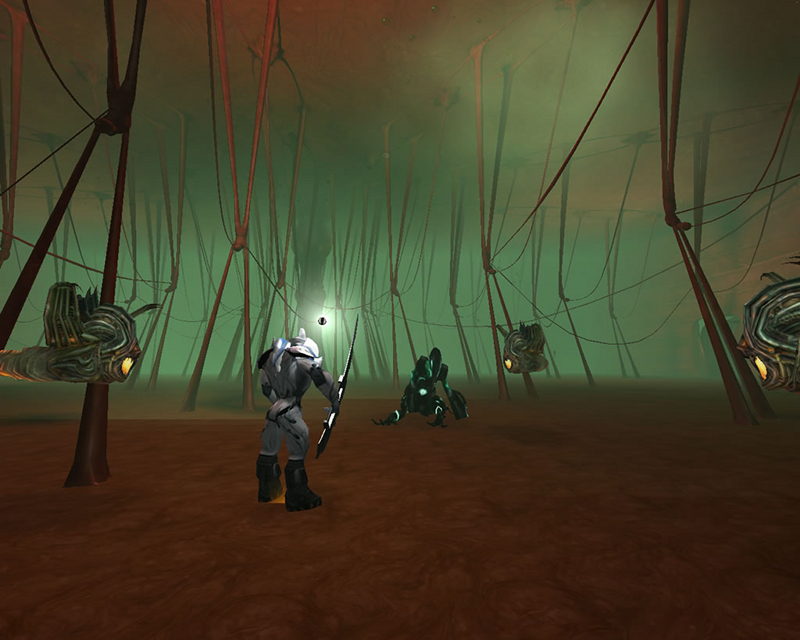
Escena del Anarchy Online.

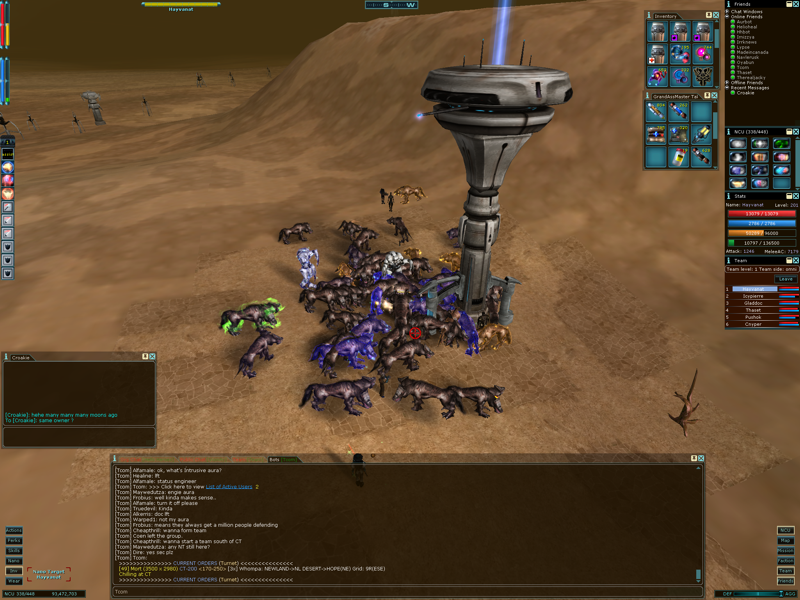
Los jugadores atacan una torre en un área de control de la tierra. Estos encuentros entre jugadores se introdujeron con Notum Wars en el año 2002, y requiere la cooperación de varios jugadores.

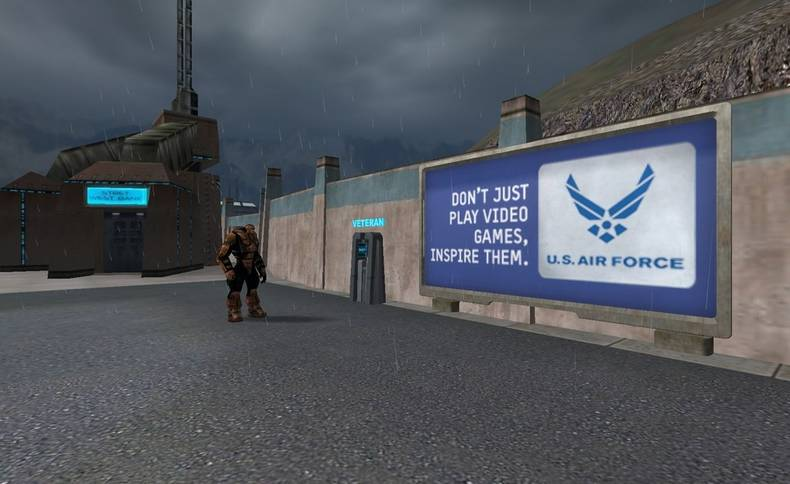
Un cartel en una ciudad controlada por la facción neutral muestra un anuncio de la Fuerza Aérea de los Estados Unidos; los ingresos generados por las masivas cantidades de publicidad, como Massive Incorporated, ayudaron y ayudan a mantener el juego libre para jugar.

Anarchy Online es un videojuego de rol multijugador masivo en línea liberado mundialmente en junio de 2001 en Microsoft Windows. Fue desarrollado y distribuido por Funcom.

## El videojuego
Anarchy Online es el primer MMORPG que se basa en un universo de ciencia ficción, en contra de la fantasía medieval que había sido explotada por Neverwinter Nights, Meridian 59, Ultima Online y EverQuest. La acción se ubica en treinta mil años en un planeta ficticio llamado Rubi-Ka. Para reemplazar la magia, las habilidades sobrenaturales de los personajes son posibles gracias a la nanotecnología.
La historia que involucra a los jugadores se basa en una enorme compañía llamada Omni-Tek que había recibido la exclusividad para la explotación de un recurso natural llamado Notum. Esta sustancia es necesaria para el desarrollo de la nanotecnología.
Poco después de llegar en el planeta, muchos colonos, que se consideran maltratados, se rebelan contra la sociedad. Se organizó entonces un mercado negro de Notum robado a una compañía rival. Comienzan a excluir al personal de Omni-Tek ciudades más remotas y se inicia una guerra civil entre Omni-Tek y los clanes de una tercera facción neutral.
A pesar de los muchos errores y la mala prensa en el lanzamiento, los servidores tenía 35.000 jugadores antes de 4 de julio de 2001. Desde el 28 de septiembre de 2001, el juego está disponible comercialmente en Francia; este período ha solucionado los bugs más molestos y la versión es lo suficientemente estable. El juego ha ganado el título de "Best Multiplayer Game of Show" del ECTS en septiembre de 2001.
Desde entonces, las extensiones del juego se han publicado.

## Las extensiones

### Notum Wars
En el año 2002, con la creación de esta extensión, aparecieron, en primer lugar, las organizaciones (equivalente a los gremios de otros MMORPG) que pueden controlar las tierras de Rubi-Ka para explotar el Notum en su nombre y así mejorar las características de sus personajes. Esto se hace a través de los controladores y las torres que atacan directamente al enemigo. Esta extensión está disponible de forma gratuita desde el 27 de octubre de 2006.

### Shadowlands
Luego, en 2003, Shadowlands introduce dos nuevas clases de personajes: la Shade y el Keeper. También hay nuevos mundos (las Shadowlands), que aportan una nueva dimensión al juego incluyendo la nueva ciudad de Jobe donde se encuentra científicos de Omni-Tek que prefieren la neutralidad.

### Alien Invasion
La tercera ampliación que se publicó en 2004, es una invasión alienígena. Como su nombre indica, no son extranjeros y todos los objetos de tecnología, armas y armaduras relacionados con los mimos son diferentes a los que se conocían. Ahora las organizaciones pueden construir ciudades enteras para mejorar sus ingresos. Los jugadores también pueden tener sus propias tiendas dentro de los edificios del mercado. Juegos de guerra

### Lost Eden
Lost Eden, en el año 2006, es la cuarta expansión para Anarchy Online. Ella ve a las dos partes compitentes (tres contando la neutro) en las estaciones orbitales alrededor de Rubi-Ka, sino que también permite el uso de vehículos especiales, armas, útiles en PvP (Player vs Player = Jugador contra Jugador, o PvP), pero sobre todo contra las torres u otras batallas de vehículo-armas entre los jugadores, pero los jugadores sólo pueden jugar en un vehículo de este tipo, para que los resultados sean pobres, a fin de no alterar el equilibrio en el PvP.

## Legacy of the Xan
Legacy of the Xan es el último booster pack del Anarchy Online. Lanzado en febrero de 2009, se añade una nueva área de juego, en el que nos encontramos con campos de juego nuevos (instantáneos o no) cuyos temas principales son la Dust Brigade y la invasión de los alienígenas de Kyr’Ozch. Por lo tanto, es una adición al juego más que una actualización, aunque no tan grande como una extensión, por lo tanto se le denominó "Booster Pack".

## Razas disponibles

### Solitus
Descendiente directo del Homo sapiens, el Solitus es el más versátil del juego. Esta versatilidad le da una gran ventaja y una desventaja importante: es capaz de ejercer cualquier profesión, pero nunca puede ser más bueno en una ocupación que un individuo de una raza más preparado para la misma.

### Opifex
Experimento genético viable, el Opifex ha sido genéticamente modificado para ser muy suave y preciso. A cambio, es menos fuerte y resistente que el Solitus. Los Opifex son legionarios en las filas de los Fixers.

### Nano Mage
El Nano Mage es un ser a la vanguardia de la tecnología. Tienen una inteligencia que supera con creces a todas las personas de Rubi-Ka. Esto predispone a la profesión de inteligencia manejando el Notum (magia en Anarchy Online), pero se encuentra muy poco en las ocupaciones relacionadas con el combate a causa de una flagrante falta de fuerza física.

### Atrox
Genéticamente modificas por Omni-Tek para trabajar en sus minas de Nortum, el Atrox tiene una fuerza tremenda y una constitución que le hizo una gran fuerza. Buen trabajador y luchador, so la mayor parte de los soldados de Enforcer. Tenga en cuenta que los cambios genéticos profundos han hecho que el Atrox sea un ser asexual.

## Recepción
Tras el lanzamiento de Anarchy Online y los problemas técnicos posteriores, Funcom emitió un comunicado a los revisores para pedirles que "frenen la realización de una revisión completa hasta que hayamos resuelto estos problemas." Algunos críticos de videojuegos, tales como Computer Games Magazine, publicaron las revisiones de todos modos, otros, como GameSpy, que describió el juego como "casi injugable", optó por esperar un mes antes de la publicación de una revisión formal. El comunicado de problemas ha tenido un efecto duradero en la reputación del juego, y casi siempre se menciona en las críticas generalmente positivas de los paquetes de expansión posteriores como una yuxtaposición.